# Steilerhorn
Steilerhorn är en bergstopp i Schweiz.   Den ligger i regionen Viamala och kantonen Graubünden, i den östra delen av landet, 150 km öster om huvudstaden Bern. Toppen på Steilerhorn är 2 980 meter över havet, eller 220 meter över den omgivande terrängen. Bredden vid basen är 1,4 km.
Terrängen runt Steilerhorn är huvudsakligen bergig. Runt Steilerhorn är det mycket glesbefolkat, med 6 invånare per kvadratkilometer.. Närmaste större samhälle är Thusis, 15,7 km nordost om Steilerhorn. 
Trakten runt Steilerhorn består i huvudsak av gräsmarker.